# Claude Saurel
Pour les articles homonymes, voir Saurel.
 (septembre 2023).
Si vous disposez d'ouvrages ou d'articles de référence ou si vous connaissez des sites web de qualité traitant du thème abordé ici, merci de compléter l'article en donnant les références utiles à sa vérifiabilité et en les liant à la section « Notes et références ».
Pas d'image ? Cliquez ici

a Compétitions nationales et continentales officielles uniquement.

 Claude Saurel, né le 15 avril 1948 à Béziers et mort le 6 avril 2025 à Fabrègues, est un joueur français de rugby à XV évoluant au poste de troisième ligne aile. Il se reconvertit ensuite en tant qu'entraîneur.
Après une carrière sous le maillot de l'AS Béziers, il entraîne notamment les équipes nationales de Géorgie, de Russie et de Tunisie.

## Biographie

### Carrière de joueur
Claude Saurel évolue en club avec l'AS Béziers au poste de troisième ligne aile.

### Carrière d'entraîneur
Il entraîne l'AS Béziers en première division et obtient avec l'équipe deux titres de champion de France. Il entraîne ensuite le Rugby Club Mèze Bassin de Thau dans l'Hérault de 1992 à 1995 avec lequel en 1994, il est champion de France en division 2. Puis il se tourne vers l'international et entraîne plusieurs sélections nationales. Il commence avec la sélection nationale marocaine, avec qui il obtient une qualification pour la coupe du monde de rugby à sept à Hong Kong.
En 1996, il prend en charge l'équipe de Géorgie alors que le pays sort d'une période de guerre civile, et avec pour mission la restructuration du rugby national. Il sera à l'initiative du transferts d'environ 80 joueurs géorgiens dans les divisions du championnats de France afin de développer leur compétitivité. Lors de la campagne de qualifications de la zone Europe pour la Coupe du monde 2003, il participe à la qualification des Lelos, avec une victoire 17 à 13 contre la Russie.
Puis, il prend les rênes de l'équipe de Tunisie de rugby à sept et la qualifie dans la zone Afrique. Il participe ensuite à la Coupe du monde de rugby à sept 2005 à Hong Kong où il réalise l'exploit de battre l'Afrique du Sud. En mars 2007 il devient entraîneur de la Russie pour une durée de quatre ans. Enfin, il est coentraîneur de la sélection internationale des Léopards africains.
Grâce à son don de découvreur de talents et aux succès des équipes qu'il a formées, en 2001, il est nommé par l'International Rugby Board (IRB) au titre d'entraîneur de l'année remporté par Rod Macqueen, concrétisant ainsi une reconnaissance mondiale d'une carrière d'entraineur international, de sélectionneur et de directeur technique.
Le 10 octobre 2012, il est nommé entraineur de l'AS Béziers mais seulement un mois plus tard le club décide de le remercier.
Par la suite, il exerce à nouveau au sein des sélections géorgiennes, en tant que chargé du développement du rugby à sept national.

### Mort
Claude Saurel meurt le 6 avril 2025 à Fabrègues à l’âge de 76 ans.